# Eupithecia acolpodes
Eupithecia acolpodes là một loài bướm đêm trong họ Geometridae.